# Monte Morrumbala
El monte Morrumbala, también conocido como monte Tembe, es una montaña en el distrito de Morrumbala de la provincia de Zambezia en el centro de Mozambique.
El monte Morrumbala se eleva como un macizo aislado en el borde occidental de la meseta de Morrumbala. La meseta de Morrumbala supera los 400 metros de altitud y desciende suavemente hacia el norte, de forma más pronunciada hacia el sur y el este, y de forma abrupta hacia el valle del río Shire, al oeste. La escarpa de Morrumbala separa la meseta de las tierras bajas de Shire y Zambeze al oeste y al sur. El valle del río Shire es un graben, que forma parte del sistema del Valle del Rift africano.
El clima de la montaña es más fresco y húmedo que el de la meseta y las tierras bajas adyacentes. Las masas de aire oceánico húmedo que se desplazan desde el sureste ascienden por las laderas de la montaña y se enfrían, y la humedad del aire se condensa y cae en forma de lluvia, o forma nubes bajas y nieblas matinales. Las laderas sur y este de barlovento reciben más humedad que las laderas norte y oeste, que están a la sombra de la montaña.
El clima más fresco y húmedo de la montaña sustenta varias comunidades de plantas y animales, incluidos los bosques húmedos de hoja perenne, distintos de las tierras bajas circundantes.
Los bosques montanos del monte Morrumbala son un enclave interior de la ecorregión del mosaico forestal costero del sur de Zanzíbar-Inhambane, que se extiende a lo largo de la costa más húmeda. La ecorregión de los bosques de miombo orientales se extiende hacia el este en la meseta de Morrumbala. La ecorregión de los bosques de Zambeze y mopane se encuentra al oeste, en el valle de los ríos Shire y Zambeze.